# Selar
Selar is een geslacht van straalvinnige vissen uit de familie van horsmakrelen (Carangidae).

## Soorten
- Selar boops (Cuvier, 1833)
- Selar crumenophthalmus (Bloch, 1793)